# Bisaltes fuscoapicalis
Bisaltes fuscoapicalis är en skalbaggsart som beskrevs av Stefan von Breuning 1950. Bisaltes fuscoapicalis ingår i släktet Bisaltes och familjen långhorningar. Inga underarter finns listade.